# Lucien Leuwen (miniserie televisiva)
Lucien Leuwen è una miniserie televisiva in quattro puntate diretta da Claude Autant-Lara nel 1973 e basata sull'omonimo romanzo di Stendhal.